# 埃文斯山麓冰川
76°44′S 162°40′E / 76.733°S 162.667°E
埃文斯山麓冰川（英語：Evans Piedmont Glacier）是南極洲的冰川，位於維多利亞地，處於特里普島和阿徹角之間，以英國皇家海軍的士官命名，現時由南極條約體系管理。